# دكان بو نواف
دكَّان بو نواف هو مسلسل رسوم مُتحرَّكة كويتي يعرض الجزء الثاني منه حاليًا بدأً من غرة رمضان عام 2017 على شاشة تلفزيون الكويت.

## الحلقات

### الجزء الثاني
| الرقم | العنوان                | تأليف                | تاريخ العرض  | تفصيل |
| ----- | ---------------------- | -------------------- | ------------ | --- |
| 1     | ألف من يتمناك          | مساعد خالد يحيى علي  | 27 مايو 2017 | بو مساعد رجل عجوز أعمى يتزوَّج ابنه الكبير فلا يجد من يرعاه في المنزل، فيخبره صديقه عن موقع لطلب زوجة أجنبيَّة عبر الإنترنت! |
| 2     | مجرب ولا طبيب          | مساعد خالد يحيى علي  | 28 مايو 2017 | يُصاب بو مساعد بالكحة ويرفض الذهاب للطبيب، بل يذهب لأصحاب "الطب البديل" مما يتسبب بتدهور صحته واستياء حالته. |
| 3     | شاي وشاي               | مساعد خالد علي مصطفى | 29 مايو 2017 | مُشاجرة كبيرة تنشب بين بو منيرة وبو هاني حول ما إن كان "چاي الورق" أفضل أم "چاي الچياس"، وتتطوَّر لزعل ثم لمناظرة علنيَّة. |
| 4     | أكبر صحن مموَّش          | فيصل البلوشي         | 30 مايو 2017 | نساء كويتيَّات يُقرِّرن دخول موسوعة گِنِس بأكبر طبق موش (أكلة كويتية) في العالم لتسجيل الإنجاز باسم الكويت. |
| 5     | عرس رائد ولد بو رائد   | مساعد خالد يحيى علي  | 31 مايو 2017 | يحاول بو منيرة وبو هاني وبو مساعد وبو نواف الوصول لحفل عرس "رائد" ابن "بو رائد"، لكن الكثير من الأحداث تحول دون حدوث ذلك. وفي الأخير عندما يصلون بعد بهذلة كبيرة، يحدث ما لم يكونوا قد توقعوه.                                                                       |
| 6     | الجمعية الغير تعاونية  | مساعد خالد يحيى علي  | 1 يونيو 2017 | تقوم سيدات إحدى مناطق الكويت بتنظيم حملة إعلاميَّة شاملة ضد مجلس إدارة جمعيتهم التعاونية بسبب عدم احترامهم للمستهلك ورفعهم للأسعار والفساد واختلاس الأموال. |
| 7     | الجدة دلفينا           | فيصل البلوشي         | 2 يونيو 2017 | تغادر أم بو نورة لقضاء شغلة بسريَّة، وتطلب من خادمتها دلفينا تقمِّص شخصيتها خلال تلك الفترة لكي لا يعلم أحد بأمر سفرها. |
| 8     | برانجلينا              | فبصل البلوشي         | 3 يونيو 2017 | تذهب جماعة بو نواف إلى مدينة لوس أنجلس للإصلاح بين براد بت وأنجلينا جولي للإصلاح بينهما عندما سمعوا بخبر انفصالهما. |
| 9     | نوّافودي                | مساعد خالد علي مصطفى | 4 يونيو 2017 | بسبب مهارته في نقد الطعام، تقترح نوف اخت نوَّاف ولد بو نوَّاف على اخيها نواف ان يفتح حسابًا في "سناپگرام" لكي ينتقد منه المطاعم ويكسب منه المال. مع الوقت تزداد شُهرته وتزداد تجاربه للطعام وبالتالي يُصاب بالسُمنة، إلى أن وصل لمرحلة خطرة نُقل على إثرها للمستشفى بالإسعاف. |
| 10    | نايف للواجبات والأبحاث | فيصل البلوشي         | 5 يونيو 2017 | يُساعد نايف ولد بو نوَّاف زملائه على الغش ويفتتح مؤسسة نايف للواجبات والأبحاث في مدرسته، إلى أن يخبره أستاذه بخطورة ما يقوم به على زملائه وعلى بلده ككل. |
| 11    | ماي عيني               | فيصل البلوشي         | 6 يونيو 2017 | يعود لبو مساعد بصره ليوم واحد فقط، فيقضيه بزيارة ورؤية معالم الكويت كدار الأوبرا الكويتية وحديقة الشهيد؛ إلى أن يُدرك في نهاية رحلتهم أن أفضل وقت من الممكن أن يقضيه خلال هذا اليوم هو مع عائلته ليشبع ناظريه برؤيتهم.                                                |
| 12    | الغيرة القاتلة         | مساعد خالد يحيى علي  | 7 يونيو 2017 | يُباع محل بو عبد العزيز المُجاور لمحل بو نواف على شابة حسناء تقوم بتحويل المحل لمحل لبيع العصير العضوي (الـOrganic)، فتقوم جماعة بو نواف بمُساعدتها بأعمال النقل وتجهيز المحل، ممَّا يولِّد الغيرة والشك في قلب أم نواف.                                                    |
| 13    | الشباب الضائع          | مساعد خالد يحيى علي  | 8 يونيو 2017 | يُصاب بو نواف بأزمة منتصف العمر. |
| 14    | بشت العز               | مساعد خالد علي مصطفى | 9 يونيو 2017 | بونواف يبحث عن بشت العز في السرداب القديم وام نواف شم البشت ورمى في القمامة. |

### الجزء الثالث
| الرقم | العنوان            | تأليف                | تاريخ العرض  | تفصيل |
| ----- | ------------------ | -------------------- | ------------ | ----- |
| 1     | بوسند              | مساعد خالد يحيى علي  | 17 مايو 2018 |       |
| 2     | شوفلكس             | مساعد خالد يحيى علي  | 18 مايو 2018 |       |
| 3     | مسلسل خليجي        | نواف                 | 19 مايو 2018 |       |
| 4     | بومنيرة الرياضي    | مساعد خالد يحيى علي  | 20 مايو 2018 |       |
| 5     | تلفزيون بونواف     | نواف                 | 21 مايو 2018 |       |
| 6     | البت-كوين          | نواف                 | 22 مايو 2018 |       |
| 7     | اللصوص الشرفاء     | مساعد خالد           | 23 مايو 2018 |       |
| 8     | مزايين الإبل       | نواف                 | 24 مايو 2018 |       |
| 9     | أحلام الماضي       | مساعد خالد يحيى علي  | 25 مايو 2018 |       |
| 10    | زملوج أم نواف      | نواف                 | 26 مايو 2018 |       |
| 11    | خطاب نوف           | مساعد خالد علي مصطفى | 27 مايو 2018 |       |
| 12    | فراعنة المباركية 1 | نواف                 | 28 مايو 2018 |       |
| 13    | فراعنة المباركية 2 | نواف                 | 29 مايو 2018 |       |
| 14    | الحب الشمسي        | مساعد خالد علي مصطفى | 30 مايو 2018 |       |